# Alejandro Gascón Mercado
 Alejandro Gascón Mercado (Aután, 3 maart 1932 - Tepic, 17 februari 2005) was een Mexicaans politicus.
Gascón was communist en werd geschoold in de Sovjet-Unie. Hij  sloot zich aan bij de Socialistische Volkspartij (PSS) en was een tijdlang de persoonlijk secretaris van Vicente Lombardo Toledano. Hij verzette zich tegen het beleid van de PPS waarbij de partij zich als satellietpartij van de dominerende Institutioneel Revolutionaire Partij (PRI) opstelde. In 1970 werd hij in de Kamer van Afgevaardigden gekozen en van 1973 tot 1975 was hij burgemeester van Tepic, een van de weinige keren dat de PRI een kandidaat van een andere partij als burgemeester tolereerde. In 1975 was hij voor de PPS kandidaat voor het gouverneurschap van Nayarit. Hij verloor die verkiezing aan PRI-kandidaat Rogelio Flores Curiel, doch slechts nadat er grootschalige verkiezingsfraude had plaatsgevonden. PPS-partijvoorzitter Jorge Cruickshank besloot echter in ruil voor een senaatszetel de overwinning van de PRI erkennen. Gascón was woedend en stapte uit de partij.
Vervolgens richtte Gascón een aantal efemere linkse partijen op, waaronder de Partij van het Mexicaanse Volk (PPM) die in het westen van Mexico een aantal bescheiden succesjes wist te boeken, en in Neder-Californië de tweede partij wist te worden, achter de PRI. In 1981 liet hij zijn PPM opgaan in de nieuw gevormde Verenigde Socialistische Partij van Mexico (PSUM). In tegenstelling tot de meeste andere linkse politici sloot hij zich in 1989 niet aan bij de Partij van de Democratische Revolutie (PRD). Hij voerde als onafhankelijk kandididaat campagne voor de presidentsverkiezingen van 1994, maar aangezien zijn kandidatuur niet door een officieel erkende partij werd gesteund werden de stemmen voor hem niet meegeteld. In 1999 nam hij nogmaals deel aan de gouverneursverkiezingen van Nayarit, doch haalde dit keer slechts 0,5% van de stemmen. Hij overleed in 2005.